# Sielsowiet Simonicze
Sielsowiet Simonicze (biał. Сіманіцкі сельсавет, Simanicki sielsawiet; ros. Симоничский сельсовет) – sielsowiet na Białorusi, w obwodzie homelskim, w rejonie lelczyckim, z siedzibą w Simoniczach.

## Demografia
Według spisu z 2009 sielsowiet Simonicze zamieszkiwało 1094 osób, w tym 1070 Białorusinów (97,81%), 13 Ukraińców (1,19%), 7 Rosjan (0,64%), 1 Polak (0,09%), 2 osoby innych narodowości i 1 osoba, która nie podała żadnej narodowości.
Do 2019 liczba ludności spadła do 847 osób. Największymi miejscowościami były wówczas Simonicze (582 mieszkańców) i Siarednija Pieczy (233 mieszkańców). Liczba ludności żadnej z pozostałych miejscowości nie przekraczała 18 osób.

## Geografia i transport
Sielsowiet położony jest na Polesiu, w centralno-północnej części rejonu lelczyckiego. Największą rzeką jest Swinawod. Większość jego terytorium zajmuje kompleks leśno-bagienny. Większość obszaru znajduje się w granicach Prypeckiego Parku Narodowego.
Przez sielsowiet przebiega droga republikańska R128.

## Miejscowości
- agromiasteczko:
  - Simonicze
- wsie:
  - Dubrauki
  - Osów
  - Rudnia Simoniczeska
  - Siarednija Pieczy
  - Szuhalei